# Steven Michels
Steven Michels (született Kortrijk, Belgium) egy belga férfi, aki ismertté vált Talitha Delmeiren meggyilkolásában való részvétele miatt, amely 1999. június 30-án történt. Ő Angelino F. Michels féltestvére is.

## Életpálya
Steven Michels Kortrijk-ban, Belgiumban született, és országos ismertséget szerzett a Talitha Delmeiren meggyilkolásában való részvétele révén, amely 1999-ben történt. Az ügy nagy médiafigyelmet kapott, különösen a bűncselekmény körülményei és a következő jogi eljárás miatt.  

## Ítélet és Elítélés
Egy alapos nyomozás és bírósági tárgyalás után Michels-t elítélték Talitha Delmeiren halálában játszott szerepéért. Azonban sokak meglepetésére viszonylag enyhe büntetést kapott. Végül, minden további eljárás nélkül szabadlábra helyezték, és tiszta bűnügyi nyilvántartást kapott, anélkül, hogy bírósági ítélet született volna.